# Plavecký Mikuláš
Plavecký Mikuláš és un poble i municipi d'Eslovàquia que es troba a la regió de Bratislava, a l'extrem occidental del país, prop de la frontera amb Àustria.

## Demografia
| Godina             | 1994 | 2004   | 2014   | 2024   |
| ------------------ | ---- | ------ | ------ | ------ |
| Nombre de persones | 731  | 719    | 717    | 740    |
| Diferència         |      | −1,64% | −0,27% | +3,20% |

| Godina             | 2023 | 2024   |
| ------------------ | ---- | ------ |
| Nombre de persones | 729  | 740    |
| Diferència         |      | +1,50% |